# Gerardo Maiella
Gerardo Maiella, född 6 april 1726 i Muro Lucano, död 16 oktober 1755 i Materdomini, var en italiensk lekman inom redemptoristorden. Han helgonförklarades 1904 och hans minnesdag infaller den 16 oktober.

### Webbkällor
- ”St. Gerard Majella”. Catholic Encyclopedia. New Advent. http://www.newadvent.org/cathen/06467c.htm. Läst 12 oktober 2017.
- ”San Gerardo Maiella, religioso redentorista”. Santi e Beati. http://www.santiebeati.it/dettaglio/35000. Läst 12 oktober 2017.